# Université de Bangui
L'université de Bangui est une université publique d'Afrique centrale située dans la ville de Bangui, la capitale de la République centrafricaine.

## Historique
Dans le cadre de l'évolution de son pays, le ministre de l'Éducation nationale, de la Jeunesse et des Sports, Dominique Guéret, prend contact avec la fédération de Russie, pour la construction d'une université le 29 septembre 1966.
L'université de Bangui est créée le 12 novembre 1969 (ordonnance no 69.063), elle a ouvert ses portes en Octobre 1971. Cette université nationale, dotée de la personnalité juridique et de l'autonomie administrative et financière, est chargée d'assurer les fonctions universitaires suivantes :
- formation des cadres moyens et supérieurs,
- contribution à la recherche scientifique au niveau national et international,
- promotion et développement des valeurs culturelles centrafricaines et africaines.

L'université de Bangui a créé sa première faculté (celle de droit et de sciences économiques) en 1970.

## Organisation

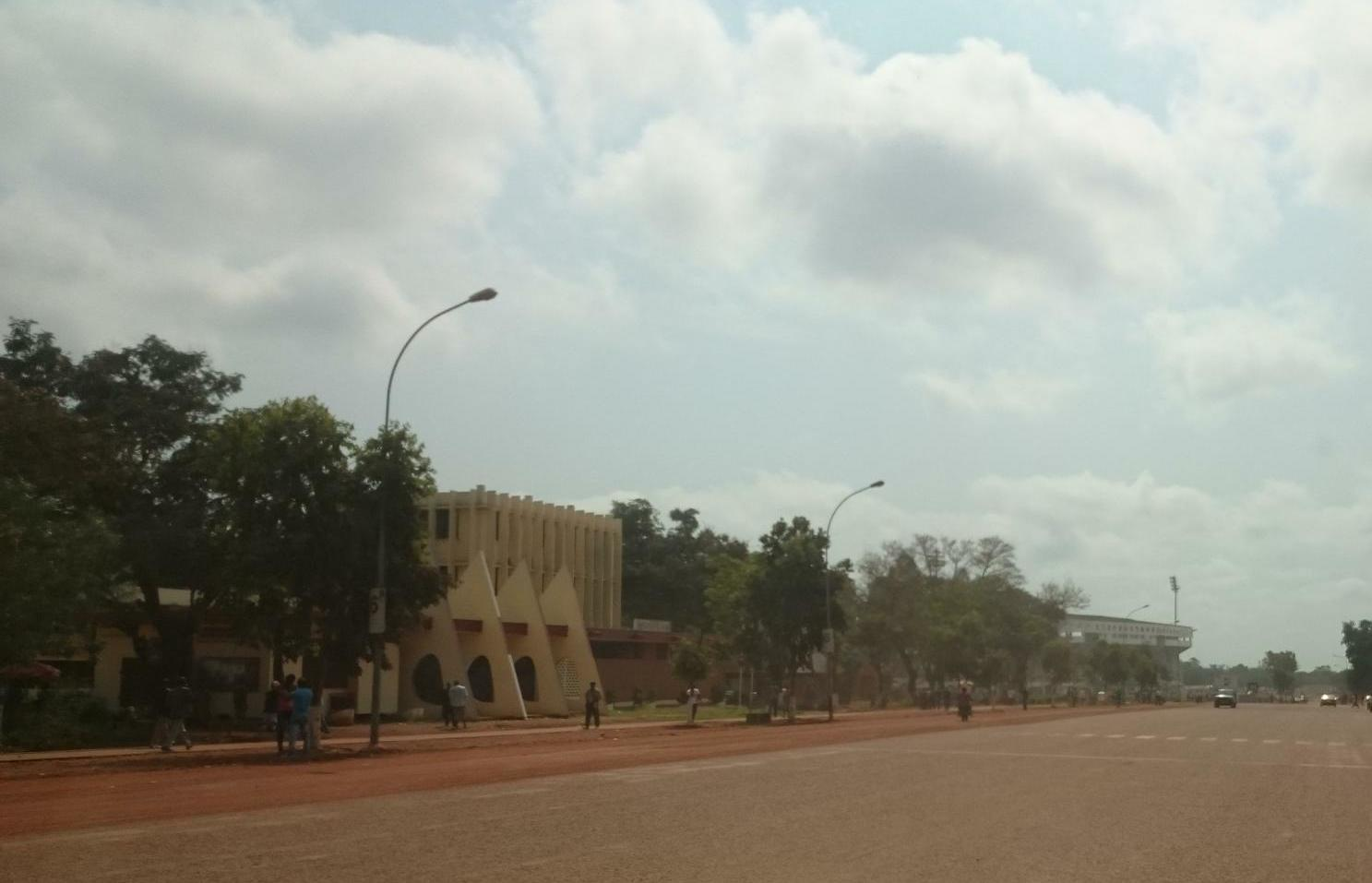
Vue de l'université de Bangui, avenue des Martyrs.

L'université de Bangui est composée de cinq facultés, de quatre instituts, d'une école, de neuf centres de recherche et de six laboratoires.

### Facultés
- Faculté des lettres et sciences humaines (FLSH)
- Faculté des sciences économiques et de gestion (FASEG)[11]
- Faculté des sciences juridiques et politiques (FSJP)[12]
- Faculté des sciences (FS)
- Faculté des sciences de la santé (FACSS)[13]

### Instituts
- Institut supérieur de technologie (IST)
- Institut universitaire de gestion des entreprises (IUGE)
- Institut supérieur de développement rural (ISDR)
- Institut de linguistique appliquée (ILA)

### École
- École normale supérieure (ENS)

### Centres de recherche
- Centre de ressources multimédia (CRM)
- Centre international de recherche forestière (CIFOR)
- Campus numérique francophone (CNF)
- Centre de recherche, de la documentation et d’études francophones (CREDEF)
- Centre d'études et de recherche en anthropologie (CERA)
- Agence internationale de l’énergie atomique (AIEA)
- Centre de pédagogie universitaire (CPU)
- Centre universitaire de recherche et de documentation en histoire et archéologie centrafricaine (CURDHACA)
- Centre d’études et de recherche en pharmacopée et médecine traditionnelle africaine (CERPHAMETA)

### Laboratoires
- Laboratoire d'hydroscience[14] Lavoisier (LHL)
- Laboratoire des sciences biologiques et agronomiques pour le développement (LASBAD)[15]
- Laboratoire d'énergétique Carnot (LEC)
- Laboratoire de biodiversité végétale et fongique (LBVF)
- Laboratoire de géosciences (L-GEOSCIENCES)
- Laboratoire de climatologie, de cartographie et d’études géographiques (LACCEG)[16]
- Laboratoire d'économie rurale et de sécurité alimentaire (LERSA)

## Personnalités liées à l'université

### Étudiants
- Cédric Ouanekponé, médecin centrafricain.